# Carlo Bianco
Carlo Bianco (Cervinara, 25 luglio 1911 – Cervinara, 9 aprile 2010) è stato un avvocato, filosofo e letterato italiano.
Ha vissuto per tutta la vita nella città natale, in provincia di Avellino. La sua intensa e appassionata vita di uomo di cultura lo ha portato in giro per tutto il mondo.

## Biografia
Laureato in lettere, filosofia e scienze, docente di filosofia morale all'Università di Trento, fu un seguace del pensiero di Platone e Marcuse. Fondatore della corrente del concretismo, dottrina filosofica che propugna il rispetto di ogni fede religiosa, il credo nell'aldilà e nella vita dopo la morte, ottenne nel 2004 la candidatura al premio Nobel per la letteratura dalle Accademie italiane.
Nel corso della sua carriera ricevette per tre volte il premio della Presidenza del Consiglio dei ministri: nel 1953, nel 1975 e, infine, nel 1995. Accademico di Francia, membro della Columbia Academy, nella sua lunga attività letteraria conseguì diversi diplomi e riconoscimenti. Nel 2003 vinse il premio "Elsa Morante" che gli venne consegnato da Maurizio Costanzo e Dacia Maraini. Il sindaco di Napoli Rosa Russo Iervolino gli conferì la medaglia d'oro quale miglior ambasciatore della Campania nel mondo. Bianco, infatti, era un valente conoscitore di lingue straniere, compresi alcuni dialetti. Conosceva molti dialetti di paesi africani, che aveva avuto modo di apprendere nei suoi frequenti viaggi; aveva conseguito, inoltre, una laurea in scienze coloniali. L'Università Latina di Parigi gli conferì una laurea honoris causa in lettere.
Un saggio biografico del 2001 e una raccolta di poesie curata da Alfredo Marro, direttore del Caudino (mensile cervinarese col quale il filosofo ha a lungo collaborato), si occupano del filosofo cervinarese. Nell'autunno 2010, Franco Martino gli dedicò una poesia dal titolo "A Carlo Bianco" nel suo libro Paese mio carissimo.
Bianco morì il 9 aprile 2010 a 99 anni mentre stava lavorando su un testo di Tommaso d'Aquino. Il 29 ottobre 2011 la città di Cervinara gli ha dedicato una piazza nella natia frazione dei Salomoni.

## Opere
- Introduzione a Kant, Edizione La nuova Italia letteraria, Bergamo, 1959.
- Saggio di filosofia dello spirito, Editrice La Zagara, 1960.
- L'Uomo sui confini dell'ignoto, Edizioni centro ricerche Biopsichiche, Padova, 1966.
- La morale come scienza della vita, Edizioni Studi e ricerche, Catania, 1968.
- La morale come scienza della vita, Edizione Studi e Ricerche Catania, 1968.
- Tempi di Sofistica, Edizioni studi e ricerche, Catania, 1968.
- Pensieri, Vincenzo Ursini Editore, Catanzaro, 1990.
- L'uomo, l'inconoscibile, Edizioni Scientifiche Internazionale, Napoli, 1996.
- La vita davanti a voi, Casa Editrice Fausto Fiorentino, 1999.